# Kurume
Ne doit pas être confondu avec Kurume (Cameroun).
Kurume (久留米市, Kurume-shi) est la troisième ville la plus peuplée de la préfecture de Fukuoka, dans l'ouest du Japon.

## Géographie

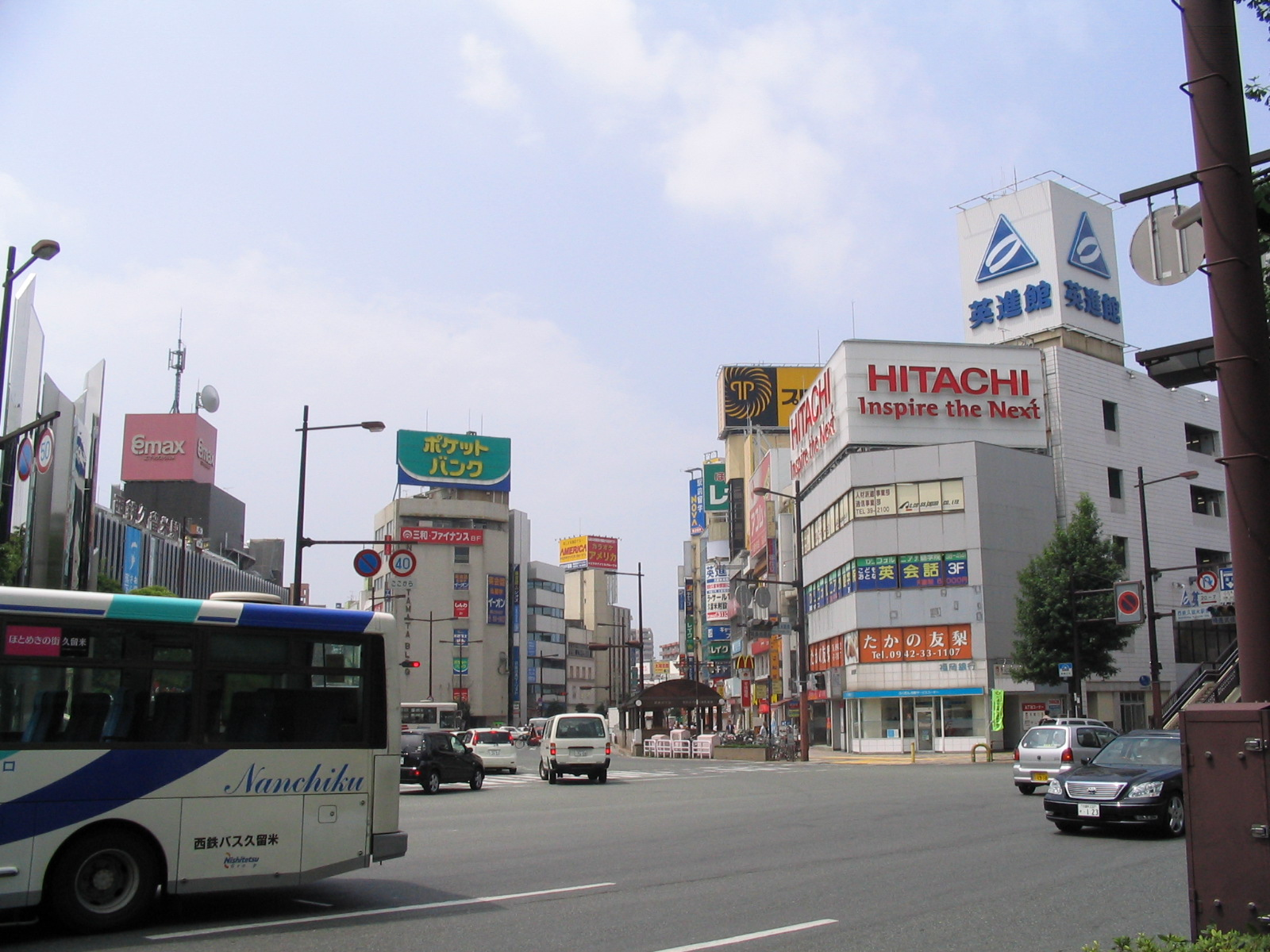
Le centre-ville de Kurume.

### Situation
Kurume se situe dans la préfecture de Fukuoka, sur l'île de Kyūshū, au Japon.

### Démographie
En 2010, la population de Kurume était de 303 618 habitants, répartis sur une superficie de 229,84 km2 (densité de population de 1 321 hab./km2).

### Hydrographie
Le Chikugo-gawa, le plus long fleuve de l'île de Kyūshū, traverse Kurume.

## Histoire

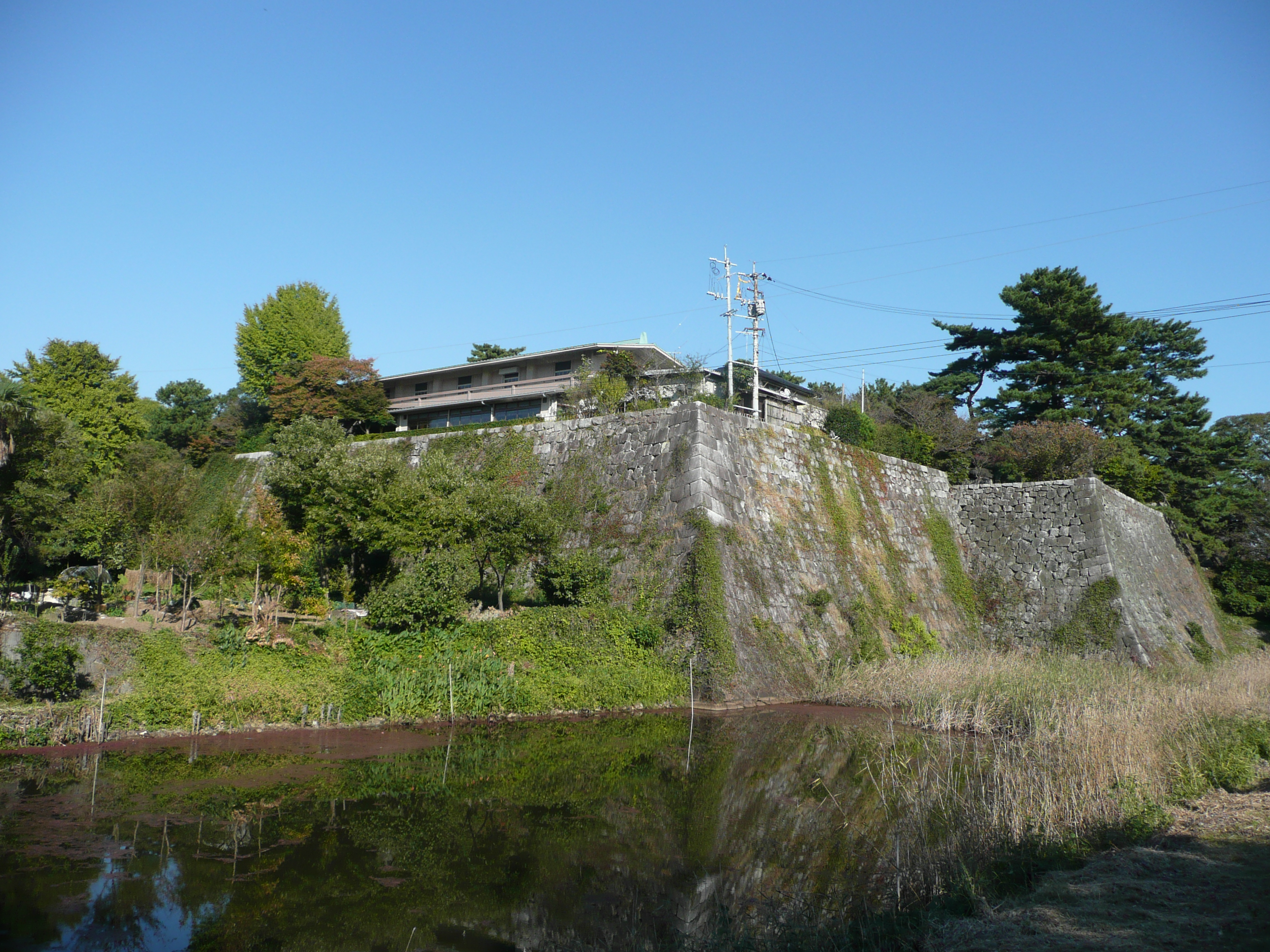
Château de Kurume.

La ville moderne de Kurume a été fondée le 1er avril 1889.
Le 5 février 2005, Kurume a fusionné avec quatre autres municipalités : Kitano, Jojima, Mizuma et Tanushimaru.

## Économie
Kurume est connue pour Bridgestone, fabricant japonais de pneus fondé en 1931 par Shōjirō Ishibashi, qui a joué un rôle important pour le développement de la ville en donnant sa propriété, dont le musée d'Ishibashi.

## Transports
Kurume est desservie par les routes nationales 3, 209, 210, 264, 322, 385.
La ville est desservie par les lignes ferroviaires Kyūshū Shinkansen, Kagoshima et Kyūdai de la JR Kyushu et par les lignes Tenjin Ōmuta et Amagi de la Nishitetsu. Les principales gares sont celles de Kurume et Nishitetsu Kurume.

## Personnalités liées à Kurume
- Shigeru Aoki (1882-1911), peintre
- Hanjirō Sakamoto (1882-1969), peintre
- Harue Koga (1895-1933), peintre
- Rikizo Takata (1900-1992), peintre
- Leiji Matsumoto (1938-2023), mangaka
- Seiko Matsuda (1962-), chanteuse
- Izumi Sakai (1967-2007), chanteuse
- Leo Ieiri (1994-), chanteuse
- Akira Sone (2000-), judoka

## Symboles municipaux
L'arbre qui symbolise Kurume est le zelkova du Japon.